# Lijst van monumenten op Sint Eustatius
Dit is een lijst van beschermde en niet beschermde monumenten op Sint Eustatius. De monumenten bevinden zich in de historische kern van Oranjestad en daarbuiten.
| Nr. | Object | Locatie | Adres                                                                                | Kadaster                                                                                           | Coördinaten                    | Afbeelding                    |
| --- | --- | --- | ------------------------------------------------------------------------------------ | -------------------------------------------------------------------------------------------------- | ------------------------------ | ----------------------------- |
| C01 | Old Church begraafplaats                                                                                  | Aan de oostelijke rand van de bovenstad | Merkmanweg / hoek Lodi Road                                                          | |                                | Upload foto                   |
| C02 | Joodse begraafplaats                                                                                      | Aan de oostelijke rand van de bovenstad | zuidoostelijk hoek Merkman Weg en Princess Weg                                       | |                                | Meer afbeeldingen Upload foto |
| C04 | Anglicaanse begraafplaats                                                                                 | | Binckesweg                                                                           | | 17° 28' 51" NB, 62° 59' 4" WL  | Upload foto                   |
| C08 | Rooms-katholieke begraafplaats                                                                            | | Van Tonningenweg                                                                     | |                                | Upload foto                   |
| F01 | Fort Oranje (ook: Old Fort, Fort George, Fort Hollandia)                                                  | |                                                                                      | RB 8 / 1954                                                                                        | 17° 28' 56" NB, 62° 59' 11" WL | Meer afbeeldingen Upload foto |
| F02 | Four Gun Battery (gebouwd als Bourbon Battery; ook: Battery Vaughan)                                      | |                                                                                      | |                                | Upload foto                   |
| F03 | Waterfort (ook: Nieuwe Fort (?), Hollandia (?), Fort/Battery Amsterdam, St. Anna Batterij, Fort Waterloo) | Aan het noordelijke uiteinde van Lower Town, voorbij Smoke Alley, in de buurt van de Godet Plantage                                                        |                                                                                      | |                                | Meer afbeeldingen Upload foto |
| F04 | Rotterdam Battery, Nieuwe Fort                                                                            | Gebied genaamd Van Zanten's Land |                                                                                      | |                                | Upload foto                   |
| F05 | Battery Royal (ook: Fort Nassau)                                                                          | Op de top van de zuidwestelijke rand van de Horseshoe bergen                                                                                               |                                                                                      | |                                | Upload foto                   |
| F06 | Fort Panga (ook: Signal Hil, Seinpost, La Vigie)                                                          | Boven het oostelijke uiteinde van de Horseshoe bergen |                                                                                      | |                                | Meer afbeeldingen Upload foto |
| F08 | Tumble Down Dick Battery (ook: Tommelendijk, Battery Charlotte)                                           | In het midden van de haven van de olieterminal en pijpleidingen                                                                                            |                                                                                      | |                                | Upload foto                   |
| F10 | St. Louis Battery (ook: Lucie)                                                                            | Op de klif boven Compagnie Bay |                                                                                      | |                                | Upload foto                   |
| F11 | Corre Corre Battery (ook: Couroucorou)                                                                    | Op de klif aan het zuidoostelijke einde van Corre Corre Bay                                                                                                |                                                                                      | | 17° 28' 49" NB, 62° 56' 48" WL | Meer afbeeldingen Upload foto |
| F12 | De Windt Battery (ook: Fort de Windt, Back-off Battery, Lisburne Battery)                                 | Op de klif aan het einde van de weg naar White Wall |                                                                                      | | 17° 27' 57" NB, 62° 57' 45" WL | Meer afbeeldingen Upload foto |
| F14 | Nassau Battery (ook: Fort Nassau)                                                                         | Op de klifrand in de noordelijke hoek van Kay Bay |                                                                                      | |                                | Upload foto                   |
| F15 | Dolijn Battery (ook: Batterie La Haye)                                                                    | Op de klifzijde, halverwege tussen de batterijen Nassau en Bouille                                                                                         |                                                                                      | |                                | Upload foto                   |
| F17 | Bouillé Battery (ook: Battery Citern)                                                                     | Aan de rand van de klif, aan het zuidelijke einde van de gut die leidt tot Crooks                                                                          |                                                                                      | |                                | Upload foto                   |
| L01 | | Lower Town, on either side of the northern end of the Bay Road between Smoke Alley and Sampson's Well                                                      | Bay Road                                                                             | |                                | Upload foto                   |
| L02 | | Lower Town, on the sea side of Bay Road between Sampson's Well and warehouse                                                                               |                                                                                      | |                                | Upload foto                   |
| L03 | | Lower Town, on the cliff side of Bay Road between Sampson's Well and the Bay Path                                                                          | Bay Road                                                                             | |                                | Upload foto                   |
| L04 | | Lower Town, on the cliff side of Bay Road between Bay Path and the Old Gin House Hotel                                                                     | Bay Road                                                                             | |                                | Upload foto                   |
| L05 | | Lower Town, on either side of the Bay Road between the Old Gin House Hotel/Golden Era Hotel and the drainage gutter just north of the Blue Bead Restaurant | Bay Road                                                                             | |                                | Upload foto                   |
| L06 | | Lower Town, on the sea side of the Bay Road between the drainage gutter just north of the Blue Bead Restaurant and the small pier                          | Bay Road                                                                             | |                                | Upload foto                   |
| L07 | Old Gin House                                                                                             | Lower Town, on the northern 'bank' of Claes Gut. | Bay Road                                                                             | | 17° 28' 55" NB, 62° 59' 14" WL | Meer afbeeldingen Upload foto |
| L08 | Customs House, Guard House                                                                                | In de historische kern van Oranjestad | Bay Road (voor de Old Pier)                                                          | |                                | Upload foto                   |
| L09 | | Lower Town, on the Bay Road between the double warehouse (L12) and the seaside terrace of the Old Gin House Hotel                                          | Bay Road                                                                             | |                                | Upload foto                   |
| L10 | | |                                                                                      | |                                | Upload foto                   |
| L11 | | | Bay Road                                                                             | |                                | Upload foto                   |
| L12 | Tweelaags pakhuis                                                                                         | |                                                                                      | |                                | Upload foto                   |
| L13 | Ruine | |                                                                                      | |                                | Upload foto                   |
| L14 | | Path | Bay Road                                                                             | |                                | Upload foto                   |
| L15 | | Lower Town, from Smoke Alley to the Waterfort (Fort Amsterdam)                                                                                             |                                                                                      | |                                | Meer afbeeldingen Upload foto |
| L16 | Smoke Alley                                                                                               | Lower Town, at the very northern end of the Bay Road where it starts to curve upwards                                                                      | Bay Road                                                                             | |                                | Upload foto                   |
| L17 | Crooks Castle                                                                                             | Gallows Bay, about one-and-a-half mile south of the large pier                                                                                             |                                                                                      | |                                | Meer afbeeldingen Upload foto |
| L18 | Old Pier                                                                                                  | Lower Town, stretching from the Customs House into the sea                                                                                                 | Bay Road                                                                             | |                                | Meer afbeeldingen Upload foto |
| M12 | Wilhelmina Monument                                                                                       | In de historische kern van Oranjestad, op de voormalige "Old Market'                                                                                       | Paramiraweg/Damsteeg                                                                 | |                                | Meer afbeeldingen Upload foto |
| P01 | Plantage Zeelandia                                                                                        | Country side, area called Zeelandia |                                                                                      | |                                | Upload foto                   |
| P02 | Princess                                                                                                  | At the top of Oranjestad, little more than 50 meters from the end of Prinsesweg                                                                            |                                                                                      | |                                | Upload foto                   |
| P04 | Calabash Tree Plantage/Concordia Plantage                                                                 | At the northern end of Concordia Road | Concordia Road                                                                       | |                                | Upload foto                   |
| P06 | Little Round Hill Hill House                                                                              | |                                                                                      | |                                | Upload foto                   |
| P07 | Sisal Factory                                                                                             | | Road to White Wall                                                                   | |                                | Meer afbeeldingen Upload foto |
| P08 | Bouillé Plantage                                                                                          | | Road to White Wall                                                                   | |                                | Meer afbeeldingen Upload foto |
| P09 | Schotsenhoek plantage                                                                                     | |                                                                                      | RB 8 / 1954                                                                                        |                                | Upload foto                   |
| P10 | Godet Plantage                                                                                            | | Godet                                                                                | |                                | Meer afbeeldingen Upload foto |
| P12 | The Mansion                                                                                               | | Mansionweg                                                                           | |                                | Meer afbeeldingen Upload foto |
| P13 | Glass Bottle Plantage                                                                                     | | Glass Bottle                                                                         | |                                | Upload foto                   |
| P14 | Pleasures Plantage                                                                                        | | Pleasures                                                                            | |                                | Upload foto                   |
| P15 | Fair Play plantage en suikermolen                                                                         | | Fair Play                                                                            | |                                | Meer afbeeldingen Upload foto |
| P16 | Tumble Down Dick Plantage/Anna's Lust                                                                     | |                                                                                      | |                                | Upload foto                   |
| P17 | English Quarter Plantage                                                                                  | |                                                                                      | |                                | Meer afbeeldingen Upload foto |
| R01 | Bay Path (ook Old Path, Hill Head)                                                                        | | Bay Path                                                                             | |                                | Upload foto                   |
| R02 | New Path, Nieuwe Pad, Tompy Hill Head                                                                     | | New Path                                                                             | |                                | Upload foto                   |
| U01 | Doncker House, Donckers Nieuwe Tempel                                                                     | In de historische kern van Oranjestad | Wilhelminastraat                                                                     | RB 8/1951 (RB 7/1951?)                                                                             |                                | Meer afbeeldingen Upload foto |
| U02 | Madam's                                                                                                   | In de historische kern van Oranjestad | Wilhelminaweg - Fort Oranjestraat                                                    | CA 10 / 1978                                                                                       |                                | Upload foto                   |
| U03 | Deep Yard                                                                                                 | In de historische kern van Oranjestad | Paramiraweg (3?)                                                                     | RB 8/1950                                                                                          |                                | Meer afbeeldingen Upload foto |
| U04 | Het Tuinhuisje                                                                                            | In de historische kern van Oranjestad | Rost van Tonningenweg 11                                                             | RB7/1949                                                                                           |                                | Upload foto                   |
| U05 | Monuments Office                                                                                          | In de historische kern van Oranjestad | Rost van Tonningenweg 13                                                             | CA 9/1978                                                                                          |                                | Upload foto                   |
| U06 | Paper Corner                                                                                              | In de historische kern van Oranjestad | Rost van Tonningenweg 15                                                             | CA 9/1978                                                                                          |                                | Upload foto                   |
| U07 | Berkel's House                                                                                            | In de historische kern van Oranjestad | Fort Oranjestraat 1                                                                  | C4 /74, C9 /110                                                                                    |                                | Upload foto                   |
| U08 | Government Guesthouse gebouw                                                                              | In de historische kern van Oranjestad | Fort Oranjestraat                                                                    | |                                | Meer afbeeldingen Upload foto |
| U09 | The Cottage                                                                                               | In de historische kern van Oranjestad | Cottageweg                                                                           | |                                | Upload foto                   |
| U10 | Hill Compound, Three Widows Corner, Old Library)                                                          | In de historische kern van Oranjestad | Fort Oranjestraat 2-4                                                                | MB 3 / 1964                                                                                        |                                | Meer afbeeldingen Upload foto |
| U11 | | In de historische kern van Oranjestad | Fort Oranjestraat 6                                                                  | MB K2 / 1961, E3 150                                                                               |                                | Upload foto                   |
| U12 | | In de historische kern van Oranjestad | Fort Oranjestraat 8                                                                  | RB 8/1949                                                                                          |                                | Upload foto                   |
| U13 | Gezaghebber's House                                                                                       | In de historische kern van Oranjestad | Kerkweg 1                                                                            | RB 7/1954                                                                                          |                                | Upload foto                   |
| U14 | Volk's House                                                                                              | In de historische kern van Oranjestad | Kerkweg 4                                                                            | C 14/75                                                                                            |                                | Upload foto                   |
| U15 | Van Putten's House                                                                                        | In de historische kern van Oranjestad | Kerkweg 6                                                                            | C 19/8                                                                                             |                                | Upload foto                   |
| U16 | Nederlands Hervormde kerk en begraafplaats                                                                | In de historische kern van Oranjestad | Kerkweg                                                                              | | 17° 28' 53" NB, 62° 59' 9" WL  | Meer afbeeldingen Upload foto |
| U17 | Huis van Timmer                                                                                           | Bovenstad, Oranjestad | Kerkweg                                                                              | |                                | Upload foto                   |
| U18 | (Pompier's House)                                                                                         | | Kerkweg 25                                                                           | |                                | Upload foto                   |
| U21 | Wilhelmina Park                                                                                           | | Wilhelmina Park                                                                      | | 17° 28' 51" NB, 62° 59' 7" WL  | Upload foto                   |
| U22 | Duinkerk's House                                                                                          | In de historische kern van Oranjestad | hoek Synagogepad/Evertsweg                                                           | MB 9/1964                                                                                          |                                | Meer afbeeldingen Upload foto |
| U23 | Mozes' House                                                                                              | In de historische kern van Oranjestad | hoek Kerkweg/Evertsweg                                                               | E2/285                                                                                             |                                | Upload foto                   |
| U24 | Johnson Compound                                                                                          | In de historische kern van Oranjestad | Fort Oranjestraat (12?), Bredeweg (2?), Synagogepad (5?)                             | E3 / 30                                                                                            |                                | Meer afbeeldingen Upload foto |
| U25 | Synagogue Honen Dalim                                                                                     | In de historische kern van Oranjestad | Synagogepad                                                                          | | 17° 28' 57" NB, 62° 58' 53" WL | Meer afbeeldingen Upload foto |
| U26 | Evening Rest                                                                                              | In de historische kern van Oranjestad met de voorkant naar het Synagogepad en de achterkant naar Bredeweg                                                  | Synagogepad 9                                                                        | E3/30                                                                                              |                                | Upload foto                   |
| U27 | (Miss Olive Woods' House)                                                                                 | In de historische kern van Oranjestad | Bredeweg 4                                                                           | E3/52                                                                                              |                                | Upload foto                   |
| U28 | Mussenden House, also Miss Consie's House or Voges House                                                  | In de historische kern van Oranjestad | Bredeweg                                                                             | |                                | Meer afbeeldingen Upload foto |
| U29 | Zeezicht, Catholic club house                                                                             | In de historische kern van Oranjestad recht op de klif boven de Bay Path, op het terrein van de Rooms-Katholieke Kerk                                      | Van Tonningenweg                                                                     | RB 10/1950 (C5/15, C6/44, C6/81, C6/86, C6/87, C9/86, C9/87, C9/88, C9/90, C11/88, C11/154)        |                                | Upload foto                   |
| U30 | (Ellis' House)                                                                                            | | Hoek Logeweg/Prinsesweg                                                              | | 17° 28' 55" NB, 62° 59' 2" WL  | Upload foto                   |
| U32 | Schmidt's House                                                                                           | | Fort Oranjestraat (East corner Faeschweg)                                            | | 17° 28' 58" NB, 62° 59' 0" WL  | Upload foto                   |
| U33 | Original Fruit Tree Restaurant                                                                            | | Prinsesweg 5                                                                         | | 17° 28' 54" NB, 62° 59' 2" WL  | Upload foto                   |
| U34 | Doctor's House (also Old Museum)                                                                          | | Prinsesweg 23                                                                        | |                                | Upload foto                   |
| U35 | Barber shop                                                                                               | | Hoek Kruisweg/Prinsesweg (nr. 17?)                                                   | |                                | Meer afbeeldingen Upload foto |
| U37 | (Stella Hassel's house)                                                                                   | | Kapelweg (on the lower end of the south side)                                        | |                                | Upload foto                   |
| U38 | Old Public School                                                                                         | | Bredeweg between Binckesweg and Vannesweg                                            | |                                | Upload foto                   |
| U39 | China House                                                                                               | | Northeast corner Vannesweg/E.C. Flander Road                                         | |                                | Upload foto                   |
| U40 | Old Allruns                                                                                               | | Flander Road (21?)                                                                   | |                                | Upload foto                   |
| U41 | Pandt's House                                                                                             | | Prinsesweg, south side, between Black Harry Lane and Kruisweg                        | |                                | Upload foto                   |
| U42 | (Miss Busby's storage house, also Miss Louise's house)                                                    | In de historische kern van Oranjestad | Prinsesweg (1?)                                                                      | RB 4/1948; E3/27                                                                                   |                                | Upload foto                   |
| U43 | Miss Busby's House                                                                                        | In de historische kern van Oranjestad | Prinsesweg 3                                                                         | E4/94                                                                                              |                                | Upload foto                   |
| U44 | Cassidor's House                                                                                          | In de historische kern van Oranjestad | Kerkweg 2                                                                            | RB 3/1947                                                                                          |                                | Upload foto                   |
| U45 | | In de historische kern van Oranjestad | hoek Bredeweg/Evertsweg                                                              | |                                | Upload foto                   |
| U46 | | In de historische kern van Oranjestad | Synagogepad 11                                                                       | |                                | Upload foto                   |
| U47 | Van Zanten's grocery                                                                                      | In de historische kern van Oranjestad | Kerkweg                                                                              | RB9/1950; E3/97                                                                                    |                                | Upload foto                   |
| U48 | Hillman's House                                                                                           | | Fort Oranjestraat/corner Logeweg                                                     | | 17° 28' 57" NB, 62° 59' 3" WL  | Upload foto                   |
| U50 | Lutheran church ruins                                                                                     | | Vannesweg, op het perceel van het land tussen E.C. Flander Road and Black Harry Lane | |                                | Upload foto                   |
| U52 | Roman Catholic Church of St. Eustatius                                                                    | In de historische kern van Oranjestad, op de "Old Market,' bovenaan het Bay Path                                                                           | Paramiraweg                                                                          | RB 10/1950 (C5/15, C6/44, C6/81, C6/86, C6/87, C9/85, C9/86, C9/87, C9/88, C9/90, C11/88, C11/154) | 17° 28' 59" NB, 62° 59' 12" WL | Meer afbeeldingen Upload foto |
| U53 | Glover's House                                                                                            | In de historische kern van Oranjestad | Paramiraweg 1                                                                        | CA 9/1978                                                                                          |                                | Upload foto                   |
| U54 | | In de historische kern van Oranjestad | Van Tonningenweg?                                                                    | |                                | Upload foto                   |
| U55 | Cool Corner                                                                                               | historische kern Oranjestad | Emmaweg                                                                              | RB 7/1947                                                                                          |                                | Meer afbeeldingen Upload foto |
| U56 | | In de historische kern van Oranjestad | Fort Oranjestraat 3                                                                  | C19/8                                                                                              |                                | Upload foto                   |
| U57 | (The Nursery)                                                                                             | | Breedeweg/ south corner Prinsesweg                                                   | | 17° 28' 54" NB, 62° 59' 6" WL  | Upload foto                   |
| U58 | (Park Place)                                                                                              | In de historische kern van Oranjestad |                                                                                      | C 8/97                                                                                             |                                | Meer afbeeldingen Upload foto |
| U59 | Huis van Sprott                                                                                           | In de historische kern van Oranjestad | Wilhelminaweg 1                                                                      | C 8/97                                                                                             |                                | Meer afbeeldingen Upload foto |
| U60 | Old Market                                                                                                | | Paramiraweg/Damsteeg                                                                 | |                                | Upload foto                   |
| U63 | Bethel Methodist kerk                                                                                     | | Corner Black Harry Lane and Kapelweg                                                 | | 17° 28' 52" NB, 62° 59' 2" WL  | Upload foto                   |
| U67 | | In de historische kern van Oranjestad | Paramiraweg (5?)                                                                     | E2/298                                                                                             |                                | Upload foto                   |
| U68 | Old Catholic School + Hole in the Wall                                                                    | | Van Tonningenweg                                                                     | RB 10/1950 (C5/15, C6/44, C6/81, C6/86, C6/87, C9/85, C9/86, C9/87, C9/88, C9/90, C11/88, C11/154) |                                | Upload foto                   |
| U69 | | In de historisch kern van Oranjestad | Emmaweg, aan de achterkant van Cool Corner                                           | C6/1                                                                                               |                                | Upload foto                   |
| U70 | (Green and White Cove)                                                                                    | In de historische kern van Oranjestad | Fort Oranjestraat 10                                                                 | RB 4/1956; E2/272                                                                                  |                                | Upload foto                   |
| U71 | | In de historische kern van Oranjestad | Wilhelminaweg 3                                                                      | |                                | Upload foto                   |
| U72 | | In de historische kern van Oranjestad | Kerkweg, achter de Sand Box Bakery links, op hetzelfde perceel                       | |                                | Upload foto                   |
| U73 | | In the beginning of the eastern Upper Town extension of 1739/1740, adjacent to the Methodist church yard on Kapelweg                                       | Kapelweg                                                                             | |                                | Upload foto                   |
| U74 | DP building                                                                                               | Centrum van Bovenstad, Oranjestad | Fort Oranjestraat                                                                    | |                                | Upload foto                   |
| U75 | | Centrum van Bovenstad, Oranjestad | Fort Oranjestraat                                                                    | |                                | Upload foto                   |
| U76 | Madam Theatre                                                                                             | In de historische kern van Oranjestad | Fort Oranjestraat 11                                                                 | E-7/124                                                                                            |                                | Meer afbeeldingen Upload foto |
| W01 | Taylor's Well                                                                                             | On the cliff side of the Bay Road, towards its northern end                                                                                                | On the West side of Black Harry Lane, near the junction with Binkesweg               | |                                | Upload foto                   |
| W02 | Samson's Well (also Sampson's Well)                                                                       | Aan de klifzijde van de Bay Road, naar het noordelijke uiteinde                                                                                            | Bay Road                                                                             | |                                | Upload foto                   |
| W04 | King's Well                                                                                               | In de bocht van het noordelijke uiteinde van Bay Road | Bay Road                                                                             | | 17° 29' 9" NB, 62° 59' 28" WL  | Upload foto                   |